# BREN Tower

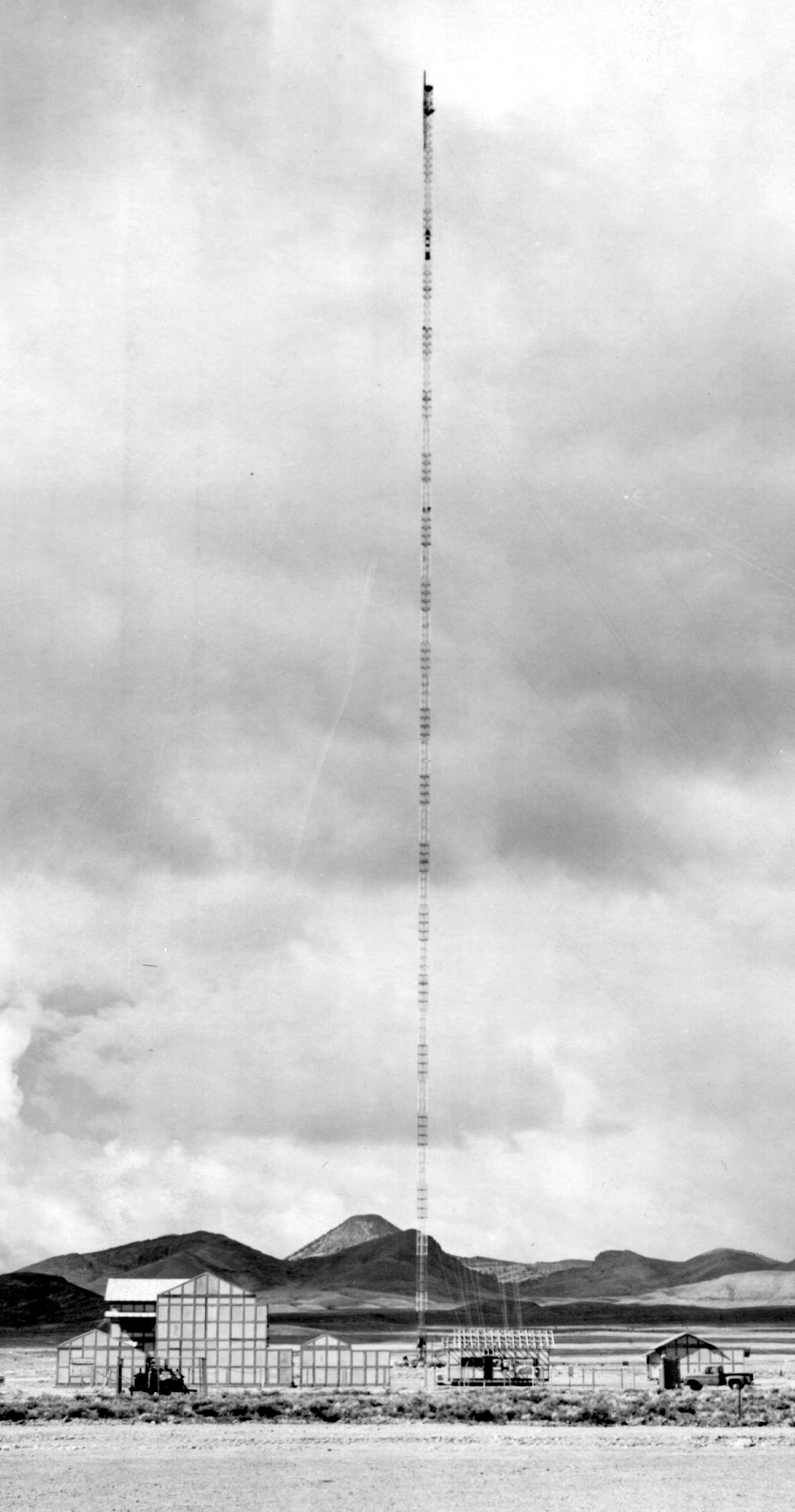
Torre BREN.

La Torre BREN fue una inmensa estructura de acero; los mástiles de radio y las torres alcanzaban una altura de 1.527 pies (465 m), en el Emplazamiento de pruebas de Nevada en Nevada, Estados Unidos). "BREN" es el acrónimo de "Bare Reactor Experiment, Nevada". La estructura fue propiedad del Departamento de Energía y su mantenimiento lo realizaba la National Security Technologies. El acceso al área de la torre ha sido prohibido desde julio de 2006. No se ha dado ninguna razón para su cierre. Como parte del sitio de prueba de Nevada, también estaba ubicado en un espacio aéreo restringido (R-4808N).

## Historia
A pesar de su descomunal tamaño, la torre fue trasladada desde su ubicación inicial. Construida por la Dresser-Ideco Company para la Comisión de Energía Atómica, inicialmente fue erigida en 1962 en el área de pruebas de la bomba atómica de Yucca Flat, en donde se utilizó en un experimento para mejorar el conocimiento de los efectos de la radiación del bombardeo atómico de Hiroshima. Un reactor nuclear desnudo (no blindado) montado en un transporte montacargas podía ser montado a diferentes alturas de la torre; se construyeron casas de tipo japonés cerca de la base de la torre, las cuales fueron bombardeadas con varias intensidades de radiación.
Después de que el Tratado de eliminación de pruebas nucleares prohibió las pruebas nucleares en la atmósfera, la torre fue desmantelada y, a pesar de su inmenso tamaño, se trasladó de su ubicación original a Jackass Flats en el área 25 de la Base de pruebas de Nevada, en donde permaneció hasta su demolición, habiendo sido utilizada en la Operación HENRE (High Energy Neutron Reactions Experiment – Experimento de reacción de neutrones de alta energía), una serie de experimentos de medición de la radiación que utilizaba un pequeño acelerador linear de partículas para el suministro de neutrones.

## Especificaciones
Compuesta por 51 secciones de 30 pies (9,1 m) de acero de alta tensión, la estructura de 1.472 pies (449 m) fue más alta que el Empire State Building. Se sostuvo mediante 5 cables de conexión de 5,5 millas (8,9 km) diseñados para soportar vientos superiores a 120 mph (190 km/h). La torre estaba equipado con un elevador externo para levantar equipo científico, y un elevador de dos personas dentro de la torre se trasladó a 100 pies (30 m) por minuto. La torre tuvo un peso de 345 toneladas (313 toneladas).

## Demolición
La estructura fue demolida el 23 de mayo de 2012. La Administración Nacional de Seguridad Nuclear enumeró los motivos de la eliminación como preocupaciones de seguridad para los trabajadores cercanos, costos irrazonables para restaurar la estructura a las condiciones de trabajo y los riesgos para el tráfico aéreo.